# Tuisila Kisinda
Tuisila Kisinda, né le 20 décembre 1999 à Kinshasa, est un footballeur congolais qui évolue au poste d'ailier avec la RS Berkane.

## Biographie

### Carrière en club
Tuisila Kisinda est formé à l'AS Vita Club. Le 17 août 2020, il signe un contrat d'une saison à Young Africans.
Le 11 août 2021, il signe un contrat de deux saisons à la RS Berkane. Le 12 septembre 2021, il dispute son premier match dans le championnat marocain face au Maghreb de Fes (match nul, 0-0). Le 29 décembre 2021, il marque son premier but face au Youssoufia Berrechid (victoire, 4-1). Le 20 mai 2022, il remporte la Coupe de la confédération après une victoire après une séance de penaltys face à l'Orlando Pirates. Il entre en jeu à la 108ème minute à la place de Chadrack Muzungu. Il est vice Champion avec Young Africans en Coupe de la Confédération 2023 face à Usm Alger

## Palmarès

### En club
RS Berkane
- Coupe de la confédération (1) :
  - Vainqueur : 2021-22
  - Vice Champion : 2022-23